# Filmfelvevőgép

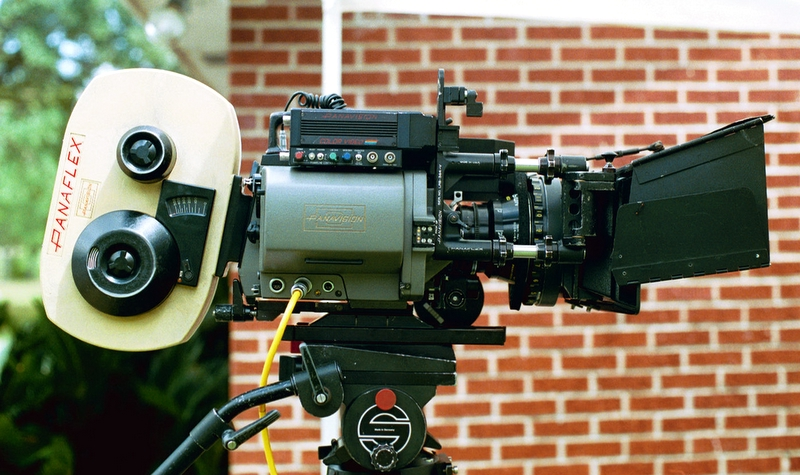
Játékfilmek rögzítésére használt professzionális Panavision PFX-GII Golden Panaflex filmkamera

A filmfelvevőgép olyan mozgókép-rögzítő eszköz, amely gyorsan egymás után készített fényképek sorozatát rögzíti egy fényérzékeny filmszalagra.

## Története
A filmfelvevőgép előzményét jelentik az olyan több fényképezőgéppel, kis idővel eltolt expozícióval készült fényképsorozatok, amelyek fényképeit stroboszkóppal megnézve mozgóképhatást lehetett elérni. Ilyen fényképsorozatot Eadweard Muybridge készített először 1878-ban az akkori kaliforniai kormányzó megbízásából egy vágtató lóról. A pálya mellett egyenlő távolságra elhelyezett fényképezőgépek exponáló gombjait vékony drótok működtették, amelyeket a vágtató ló egymás után elszakított.
A filmfelvevőgép kifejlesztését az egyre érzékenyebb képrögzítő anyagok kifejlesztése tette lehetővé a 19. század végén. 1889-ben szabadalmaztatták a filmszalagot.

## Lásd még
- 35 mm-es film
- Videókamera